# Pena de sentido
La teología católica llama pena de sentido a los diversos sufrimientos que padecen en su ser espiritual las personas que no han sido consideradas dignas de presentarse ante Dios.
El sufrimiento espiritual es un hecho real no físico, como en el caso de los padres que han perdido a un hijo. Este sufrimiento es aun mayor en el caso del ateo que considera al muerto como una pérdida definitiva; pues el creyente, a diferencia del ateo, tiene la esperanza del reencuentro (independientemente de cuál de los dos tenga la razón).
Un punto en el que se insiste mucho[cita requerida] es en sostener que se trata de dolores inimaginablemente intensos.
Los conocimientos que las diversas ciencias han acumulado nos permiten comprender con mayor facilidad que nunca lo que significa la Pena de Sentido.[cita requerida]
El dolor físico que conocemos es un aviso que recibe nuestro cerebro a través del sistema nervioso, y su objetivo es advertirnos de que nuestro organismo está sufriendo un daño en la parte dolorida para urgirnos a buscarle solución.  Este aviso puede llegar mientras la parte afectada exista, y en la medida que los sensores nerviosos sean capaces de transmitirlo; hay un sistema de bloqueo automático que impide sentir dolor en varios casos, a fin de preservar de un dolor inútil al ser vivo que lo padece, como sucede en el trance de la muerte con las víctimas de los animales de presa.
El dolor espiritual, en cambio, no llega filtrado a través de un sistema especializado, sino que se percibe directamente y sin la posibilidad de que se sature o bloquee el sensor, ya que no hay tal, de modo que nada lo frena.  Y el ser espiritual es indestructible, y unitario, de tal modo que no puede perder parte alguna.  Por eso se dice[¿dónde?] que el dolor espiritual es infinito.
La pena más famosa, la inmersión en fuego, es muy peculiar porque afecta la esencia misma del ser.  Quien rechaza a Dios, en su Juicio Particular descubre que está unido a Dios de manera intrínseca, insoslayable, porque Él le sostiene en la existencia, le da continuamente el ser.  Ese contacto esencial le resulta insoportable debido a su rechazo de Dios, haciéndole sentir como juguete en manos de un titiritero, sin posible escapatoria ni olvido.  El odio le abre la puerta, lo activa, y ocasiona un gran dolor.
Este contacto se convierte en lo que tradicional y analógicamente se llama "fuego" porque la pureza de Dios rechaza al mal que la persona ha aceptado como parte de sí misma, haciendo arder ese mal enquistado.
En el proceso de purificación del purgatorio, el fuego va desapareciendo conforme la persona logra desidentificarse del mal que llevaba y rechazarlo, esto es el acrisolamiento; en el caso de la condena definitiva, quien está en el infierno nunca se arrepentirá de sus vicios ni los rechazará por más que le quemen.
Con parámetros modernos, el fuego del infierno es más comparable a un horno atómico que a una vulgar fogata.[cita requerida]
La necesidad de purificación nos ilustra otra de las penas de sentido.  Nada impuro puede ingresar al cielo porque la voluntad personal del ser espiritual actúa directamente sobre la realidad (dentro de los límites de las capacidades propias, claro), sin necesidad de realizar un esfuerzo directo.  Esto quiere decir que basta un mal deseo o un mal pensamiento para hacerle daño a otra persona, lo cual es inconcebible en la presencia de Dios.  Por eso, la persona más buena de la historia del mundo, mientras todavía sea capaz de tener un mal pensamiento o deseo durante la eternidad, no puede trasponer las puertas anheladas.
En contraste, los condenados no son ya capaces de tener una buena intención: continua y eternamente se hacen todo tipo de daños unos a otros, solo por el placer de practicar el mal.  Un placer sin gozo, por cierto.  Obviamente, este tipo de Pena de Sentido también se da en el Purgatorio, si bien no en el mismo grado y sin ocasionarse el mal entre las almas que están en el Purgatorio.
Otra característica de la pena de sentido es que resulta proporcional a la culpa.[cita requerida]  La justicia divina impide que alguien sufra más de lo que merece, de tal manera que ningún espíritu maligno puede sobrepasarse al hacer daño.[cita requerida]
- Datos: Q9057985